# 이영주 (축구 선수)
이영주(李永周, 1992년 4월 22일~)는 대한민국의 여자 축구 선수로 현재 스페인 리가 F의 마드리드 CFF에서 미드필더로 활동 중이며 2014년 아시안 게임 동메달리스트이다.

## 어린 시절
초등학교 4학년 때 축구를 시작했다. 당시 키가 매우 작았음에도 승부욕이 강해 언니들과의 승부에서 지지 않으려 했고 간혹 미니게임에서 지기라도 하면 울기까지 했다. 그렇게 6학년이 되어서는 첫 태극마크를 달게 되었다.
이후 오주중학교와 동산정산고를 거치며 소속팀 한양여대의 여왕기·전국선수권 우승을 이끌어 주목을 받았고 대표팀에서는 17세 이하 대표팀부터 연령대별 팀을 거치며 수비형 미드필더 자리에서 공수 조율을 책임졌다.

## 구단 경력
이영주는 2013년 드래프트에서 1순위로 지명되어 2013년부터 2016년까지 보은 상무에서 뛰면서 대한민국 육군 하사관직을 맡았다. 2016년 6월 30일부터 인천 현대제철 레드엔젤스에서 뛰었다. 2022년 1월 스페인 마드리드 CFF로 이적했다.

## 국가대표팀 경력
이영주는 2007년과 2008년에 한국 U17 대표팀에서 5경기를 뛰었고, 2008 FIFA U-17 여자 월드컵 대표팀 일원으로 나이지리아와의 조별리그 1경기에 출전했다. 이후 그녀는 2009년부터 2012년까지 한국 U20 대표팀에서 15경기를 뛰었고 2010년 FIFA U-20 여자 월드컵에서 3위를 한 대표팀 일원이었으며 2012년 FIFA U-20 여자 세계 대회에서는 8강에 진출에 기여했다. 컵 .2014년 9월 17일, 인도와의 2014 아시안 게임 경기에서 완전한 A대표팀 데뷔를 했다.
2023년 FIFA 여자 월드컵에 참가하게 되었다.

## 수상

### 구단
인천 현대제철 레드엔젤스
- WK리그 : 우승 (2016, 2017, 2018, 2019, 2020, 2021)

### 국가대표팀
대한민국 여자 U-20
- AFC U-20 여자 아시안컵 : 준우승 (2009), 4위 (2011)
- FIFA U-20 여자 월드컵 : 3위 (2010)

 대한민국 여자
- AFC 여자 아시안컵 : 준우승 (2022), 4위 (2014)
- 아시안 게임 : 동메달 (2014)
- EAFF E-1 풋볼 챔피언십 : 준우승 (2019)

## 기타
- 상무 시절 이문세의 노래를 즐겨들었다고 한다.[1]